# Higher (Chris Stapleton)
Higher è il quinto album in studio del cantante statunitense Chris Stapleton, pubblicato nel 2023.

## Tracce
1. What Am I Gonna Do – 3:01 (Chris Stapleton, Miranda Lambert)
2. South Dakota – 4:41 (C. Stapleton, Dave Cobb, Derek Mixon, J.T. Cure)
3. Trust – 3:23 (C. Stapleton, Steve McEwan)
4. It Takes a Woman – 4:06 (C. Stapleton, Ronnie Bowman, Jerry Salley)
5. The Fire – 3:45 (C. Stapleton, Cobb, Morgane Stapleton, Mixon, Cure)
6. Think I'm in Love with You – 3:42 (C. Stapleton)
7. Loving You on My Mind – 3:29 (C. Stapleton, Kendell Marvel, Tim James)
8. White Horse – 4:27 (C. Stapleton, Dan Wilson)
9. Higher – 4:02 (C. Stapleton)
10. The Bottom – 4:06 (C. Stapleton, Lee Miller)
11. The Day I Die – 4:05 (C. Stapleton, Carolyn Dawn Johnson)
12. Crosswind – 3:23 (C. Stapleton, Cobb, Mixon, Cure)
13. Weight of Your World – 3:54 (C. Stapleton, Tim Larsson, Tobias Lundgren, Johan Fransson)
14. Mountains of My Mind – 4:25 (C. Stapleton)

## Formazione
- Chris Stapleton – voce (tutte le tracce), chitarra elettrica (tracce 1–4, 6–11, 13), chitarra acustica (1, 3, 5, 10–14), slide guitar (1, 2), chitarra acustica a 12 corde (3, 13), cori (6–9)
- J. T. Cure – basso (1–13)
- Derek Mixon – batteria (1–13), shaker (1, 5, 6, 10, 13); bonghi, triangolo (5)
- Dave Cobb – chitarra acustica (1, 3–6, 8–13), shaker (6, 10, 13), chitarra in nylon (7), chitarra acustica a 12 corde (13)
- Morgane Stapleton – cori (1, 3–5, 7, 8, 10–13), sintetizzatore (1, 3, 5, 8, 12, 13), tamburello (1, 5–7, 10, 12)
- Lee Pardini – piano (1, 3, 10, 11, 13), sintetizzatore (5, 13), organo Hammond (6, 8–10, 13), pianoforte elettrico Wurlitzer (9, 12, 13)
- Paul Franklin – pedal steel guitar (9, 11–13)
- Sari Reist – violoncello (6)
- Austin Hoke – violoncello (6)
- Kevin Bate – violoncello (6)
- Alicia Enstrom – violino (6)
- David Angell – violino (6)
- David Davidson – violino (6)
- Janet Darnall – violino (6)
- Jenny Bifano – violino (6)
- Jung-Min Shin – violino (6)
- Mary Van Osdale – violino (6)

## Classifiche
| Classifica (2023) | Posizione massima |
| ----------------- | ----------------- |
| Stati Uniti       | 3                 |